# Six moments musicaux (Rachmaninov)
Six moments musicaux, Op. 16 (in russo Шесть музыкальных моментов?) è una raccolta di sei pezzi per pianoforte composti da Sergej Vasil'evič Rachmaninov tra l'ottobre e il dicembre del 1896. 

## Storia della composizione
Nell'autunno del 1896 lo stato finanziario di Rachmaninov era precario, anche a causa di un furto subito in un viaggio in treno. Pressato dalle scadenze, si precipitò nella produzione di quest'opera. Il 7 dicembre scrisse ad Aleksandr Zataevič, un compositore che aveva conosciuto tempo prima: "Ho fretta, per ottenere i soldi ho bisogno di una data certa... Questa continua pressione finanziaria è da un lato abbastanza favorevole... Entro il 20 di questo mese devo scrivere sei pezzi per pianoforte". Tra ottobre e dicembre Rachamaninov completò i sei pezzi e li dedicò a Zataevič. Nonostante l'opera fosse stata composta in maniera abbastanza frettolosa, il lavoro evidenziò lo spiccato virtuosismo del compositore e fu precorritore della qualità delle composizioni future. A differenza di quanto accadeva di solito, non fu Rachmaninov ad eseguire in pubblico per la prima volta l'Op. 16, e la data della prima ad oggi non è ancora stata determinata. Il nome della raccolta si ispira all'omonimo ciclo per pianoforte Op. 94 del 1828 di Franz Schubert.

## Struttura della composizione
Ogni brano riproduce una forma musicale caratteristica: il notturno, la romanza senza parole, la barcarola, lo studio, e il tema con variazioni. L'esecuzione di tutti i sei momenti musicali dura mediamente 30 minuti. In un'intervista del 1941, Rachmaninov disse: "Quello che cerco di fare, quando scrivo musica, è dire semplicemente e direttamente ciò che è nel mio cuore mentre sto componendo".

### Andantino
Il primo pezzo è un Andantino in si bemolle minore, composto da 113 battute, e diviso in tre sezioni distinte. La prima, in tempo 4/4, presenta un tema dai tipici tratti di un notturno per la mano sinistra. A metà del brano è presente una pausa molto simile a quella presente in uno dei Six moments musicaux di Schubert, di cui è evidente l'influenza. La seconda sezione (Con moto) è una variazione della prima ed è scritta nell'insolito tempo di 7/4, e termina con una cadenza. La terza sezione Andantino con moto presenta l'ultima variazione del tema e la coda, che torna al tempo iniziale con una cadenza in si bemolle minore. L'andantino è il più lungo dei sei momenti musicali. Esso combina in sé il notturno e il tema con variazioni e presenta una melodia cromatica e sincopata che ricorda il notturno in la minore dei Morceaux de salon, Op. 10.

### Allegretto
Il secondo brano, Allegretto in mi bemolle minore, in 131 battute, è nettamente in contrasto con la lirica melodia del primo. Esso ricorda un tipico studio dell'Ottocento sullo stile dei lavori dell'Op. 10 e 25 di Fryderyk Chopin. L'esecuzione di questo brano dura circa 3 minuti e 30 secondi. La sezione centrale è caratterizzata da un continuo cambiamento delle dinamiche che variano rapidamente dal pianissimo al fortissimo. Il pezzo si chiude con una cadenza perfetta in mi bemolle minore.

### Andante cantabile
L'Andante cantabile in si minore si presenta come un misto tra una romanza senza parole ed una marcia funebre ed è il più “russo” della raccolta, in quanto combina un sonoro basso con una chiara melodia, entrambe caratteristiche della musica russa.
Il brano è formato da 55 battute e dura circa 7 minuti. Esso è strutturato in tre sezioni: nella prima il tema viene esposto dalla mano destra in terze minori che vengono accompagnate dalle quinte e dalle ottave della mano sinistra. La melodia della sezione centrale si esprime in seste minori accompagnate da ottave al basso in staccato. Infine, il lamento della melodia iniziale diviene una vera e propria marcia funebre.

### Presto
Il quarto brano, Presto in mi minore, presenta delle analogie con lo studio Op. 10 n. 12, il preludio op. 28 n. 3 di Fryderyk Chopin e lo studio Op. 692 n. 21 di Carl Czerny. È formato da 67 battute per una durata di poco meno di 3 minuti, e si presenta in forma ternaria con una coda. Il brano inizia con un'introduzione in fortissimo con la mano sinistra che esegue continue sestine cromatiche. La sezione centrale è caratterizzata da una ripetersi di figure in pianissimo nella mano destra e da scale ascendenti nella mano sinistra. Il finale è una coda in Prestissimo e il brano si chiude con un pesante accordo di mi minore che ricorda il suono delle campane come nel secondo concerto per pianoforte e orchestra e nel preludio in do diesis minore. Il pezzo è un importante esercizio di resistenza e precisione: l'inizio si apre con una figurazione che richiede un intervallo di decima. I frequenti intervalli di ottave e le rapide sestine rendono necessaria una rapida azione del polso e del braccio. Le due melodie presenti in questo brano servono per tenere occupate entrambe le mani.

### Adagio sostenuto
Il quinto brano, Adagio sostenuto in re bemolle maggiore, è simile a una barcarola, una canzone popolare accompagnata da un gruppo ritmico irregolare. È formato da 53 battute e dura circa 4 minuti. Nonostante sia il pezzo tecnicamente meno difficile della raccolta, non è facile né la resa della melodia, che si esprime prevalentemente con accordi, né l'accompagnamento che deve essere allo stesso tempo sobrio ma dinamico.

### Maestoso
L'ultimo brano della raccolta, Maestoso in do maggiore, è stato così definito: 
(Robin Hancock)
Come il secondo e il quarto momento musicale, anche il sesto pezzo è scritto in forma di studio. È forse il più difficile della raccolta: non solo sono necessarie forza e resistenza per creare un suono pieno di risonanza, ma le continue figurazioni in biscroma possono stancare il pianista.